# 莱里贝
萊里貝是非洲南部國家萊索托的城鎮，也是萊里貝區的首府，位於首都馬塞盧東北75公里，接近與鄰國南非接壤的邊境，大多數居民是天主教徒，2006年人口24,710。
28°52′24.1″S 28°02′29.7″E / 28.873361°S 28.041583°E